# Parlamentsvalet i Polen 2019
Parlamentsvalet i Polen 2019 bestod av två val, senatsvalet och valet till underhuset sejm. I valet till senaten vinner en enda kandidat i varje valkrets. Det genomfördes den 13 oktober 2019.
Det nationalkonservativa regeringspartiet Lag och rättvisa (PIS) ökade med åtta procentenheter till drygt 45 procent och kunde fortsätta styra Polen, med egen majoritet i både under- och överhuset.
Näst störst blev liberalkonservativa partigrupperingen Medborgarkoalitionen med 26 procent av rösterna. 
Vänstermittenkoalitionen Lewica med 12 procent av rösterna tog sig tillbaka in i parlamentets underhus.
Valkoalitionen PSL/Kukiz'15 fick ca 8 procent. Det nya invandringskritiska partiet Konfederationen fick ca 6 procent av stödet.